# Zephronia ridleyi
Zephronia ridleyi är en mångfotingart som beskrevs av Hirst 1907. Zephronia ridleyi ingår i släktet Zephronia och familjen Zephroniidae. Inga underarter finns listade i Catalogue of Life.